# Giải vô địch FIBA Châu Đại Dương 1993
Giải vô địch FIBA Châu Đại Dương dành cho nam năm 1993 là giải đấu vòng loại của FIBA Châu Đại Dương cho Giải vô địch FIBA thế giới năm 1994. Giải đấu được tổ chức tại Auckland (Úc). Úc đã giành chức vô địch Châu Đại Dương lần thứ 11 để đủ điều kiện tham dự Giải vô địch thế giới.

## Các đội không tham gia
- Samoa thuộc Mỹ
- Quần đảo Cook
- Micronesia
- Fiji
- Guam
- Kiribati
- Quần đảo Marshall
- Nauru
- Nouvelle-Calédonie
- Đảo Norfolk
- Quần đảo Bắc Mariana
- Palau
- Papua New Guinea
- Quần đảo Solomon
- Tahiti
- Tonga
- Tuvalu
- Vanuatu

## Kết quả
| VT | Đội             | ST | T | B | ĐT  | ĐB  | HS  | Đ | Giành quyền tham dự |
| -- | --------------- | -- | - | - | --- | --- | --- | - | ------------------- |
| 1  | Úc              | 2  | 2 | 0 | 197 | 137 | +60 | 4 | Championship        |
| 2  | New Zealand (H) | 2  | 1 | 1 | 157 | 153 | +4  | 3 | Championship        |
| 3  | Samoa           | 2  | 0 | 2 | 131 | 195 | −64 | 2 |                     |

| 7 tháng 6 |  | New Zealand | 92–59 | Samoa |  |  |

| 8 tháng 6 |  | Úc | 94–65 | New Zealand |  |  |

| 9 tháng 6 |  | Úc | 103–72 | Samoa |  |  |

## Chung kết
| 10 tháng 6 |  | Úc | 86–78 | New Zealand |  |  |

## Bảng xếp hạng cuối cùng
| Hạng | Đội         | Ghi |
| ---- | ----------- | --- |
| 1    | Úc          | 3–0 |
| 2    | New Zealand | 1–2 |
| 3    | Samoa       | 0–2 |

Úc đủ điều kiện tham dự Giải vô địch thế giới FIBA 1994.